# Ipso–Euroclean
Ipso–Euroclean oder Ipso–Asfra Racing Team war ein belgisches professionelles Radsportteam, das von 1996 bis 1999 bestand.

## Geschichte
Das Team wurde 1996 unter der Leitung von Paul De Baeremaeker gegründet. Neben den beiden Siegen 1996 konnte das Team noch Platz 2 beim GP Stad Vilvoorde. Platz 3 beim Prijs Groot-Zottegem, Platz 4 beim Kampioenschap van Vlaanderen und Platz 5 bei der Nokere Koerse erreichte. 1997 wurde dritte Plätze beim Nationale Sluitingprijs und GP Rik Van Steenbergen, Platz 4 bei Le Samyn und Platz 5 beim Schaal Sels erreicht. 1998 wurde neben den Siegen Platz 2 beim Circuit Franco-Belge, Platz 3 beim Prijs Groot-Zottegem, Platz 4 bei GP Stad Vilvoorde sowie fünfte Plätze beim Omloop van het Houtland und beim Grand Prix Pino Cerami erwirkt. 1999 konnte das Team zwei Etappensiege Downunder erreichen sowie den fünften Platz beim Grote Prijs Stad Vilvoorde, den sechsten Platz bei Omloop van het Houtland sowie siebte Plätze bei der Nokere Koerse und bei Zomergem-Adinkerke. Nach der Saison 1999 wurde das Team aufgelöst.
Von 1996 bis 1999 war der belgische Hersteller von gewerblichen Waschmaschinen Hauptsponsor.

## Erfolge
1996
- Stadsprijs Geraardsbergen
- Grand Prix de Hannut

1997
- Le Samyn
- De Kustpijl
- Brüssel-Ingooigem
- Omloop van het Houtland
- Zomergem-Adinkerke
- Omloop van de Vlaamse Scheldeboorden

1998
- drei Etappen Herald Sun Tour
- Leeuwse Pijl

1999
- zwei Etappen Herald Sun Tour

## Bekannte ehemalige Fahrer
- Bart Heirewegh (1996–1999)
- Andy De Smet (1996–1999)